# Sint-Catharinakerk (Wondelgem)

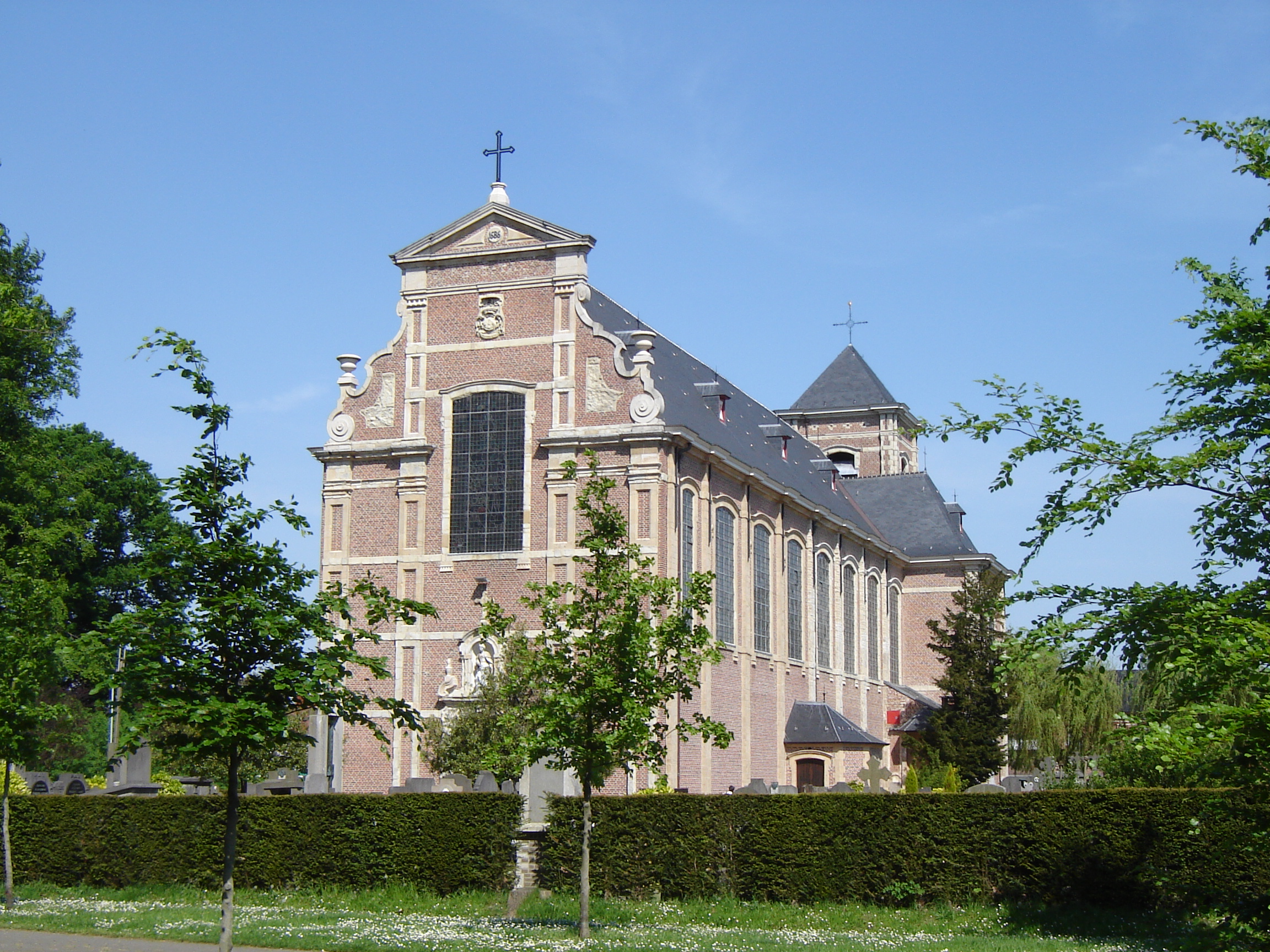
De Sint-Catharinakerk

De Sint-Catharinakerk is een kerkgebouw in de Gentse deelgemeente Wondelgem. De kerk is toegewijd aan de heilige Catharina van Alexandrië.

## Architectuur en bouwgeschiedenis
Deze parochiekerk van bak- en zandsteen opgetrokken in barokstijl in 1683-87 verving een oudere kerk, gelegen in de huidige Maïsstraat (thans Gent) op de locatie waar nu de watertoren staat. De 12e-eeuwse oude kerk werd door calvinisten in de zestiende eeuw vernield tijdens godsdiensttroebelen.
De eerste steen van de nieuwe kerk werd in 1683 gelegd en ze werd in 1686 voltooid (zie jaartal op gevelfronton) of 1687 (zie jaartal op deurmakelaar). Documenten vermelden metser Gillis Broeckaert en steenhouwer Philippe Baude als vaklui. In 1771 volgde de bouw van doopkapel in de oksel van zuidelijke transeptarm en schip (nu stookplaats). De kerk werd In 1820 door bliksem beschadigd. Restauratie van de gevel gebeurde in 1852.
Rond 1903 verbouwde men de kerk ingrijpend. Het schip kreeg vier extra  traveeën en de westgevel werd opnieuw opgebouwd. Verder kwamen er twee zijkapellen, een nieuwe doopkapel en sacristie. De kerk heeft anno 2019 een plattegrond van enkel een middenschip van acht traveeën met twee zijkapellen, een kort transept, twee sacristieën, een kerktoren en een vierkant traptorentje. 
Prominent aanwezig is de herbouwde voorgevel, bekroond met een driehoekig fronton met jaartal 1686. Boven de barokpoort is een houten, beschilderd beeld van de patroonheilige geplaatst in een rondboognis. Bovenaan in de voorgevel is de leuze van bisschop Philips Erard van der Noot te zien: Respice finem (Denk aan het einde). Hij wijdde op 7 augustus 1707 de kerk in.
Philippe Begijn ontwierp de preekstoel die in 1772 door Francis de Pré werd gebouwd. Grafstenen uit de vijftiende en zestiende eeuw zijn bewaard tegen de zuidgevel.